# Stelis nigriventris
Stelis nigriventris is een vliesvleugelig insect uit de familie Megachilidae. De wetenschappelijke naam van de soort is voor het eerst geldig gepubliceerd in 1941 door Timberlake.